# Postbahnhof Leipzig

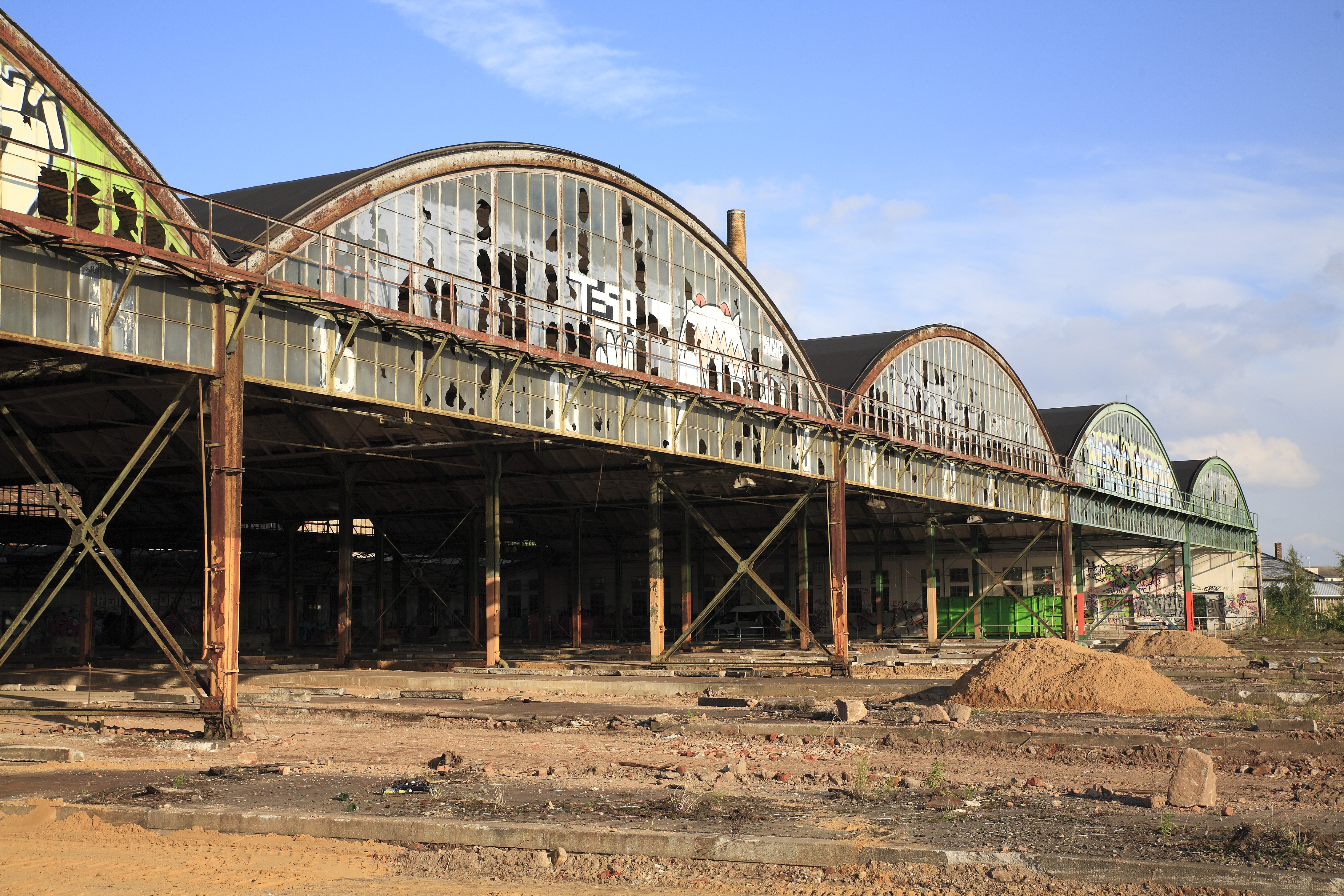
Bahnhofshallen im Osten des Postbahnhofes an der Gleisseite (September 2015).

Der Postbahnhof Leipzig im Leipziger Stadtteil Schönefeld, war bei seiner Inbetriebnahme im Jahr 1912 der größte Kopfbahnhof in Europa und der größte Postbahnhof der Welt. Bis zu seiner Stilllegung am Ende des Jahres 1994 aufgrund der Einstellung der Bahnpost in Deutschland, war er ein wichtiger Knotenpunkt des mitteldeutschen Bahnpostverkehrs. Das Bahnhofsgelände, mit seinen historischen und unter Denkmalschutz stehenden Gebäuden bzw. Anlagen, wird heute als Mariannen-Campus bezeichnet.

## Zur Geschichte des sächsischen Bahnpostwesens
Bereits seit 1841 wurde ein Teil des zwischen Leipzig und Dresden bestehenden Postverkehrs auf der zwei Jahre zuvor eröffneten Strecke der Leipzig-Dresdner Eisenbahn abgewickelt. Die Sächsische Oberpostdirektion eröffnete eigens zu diesem Zweck ein Bahnpostamt gegenüber dem damaligen Dresdner Bahnhof.

Post- und Gepäckwagen der Leipziger Wagenbauanstalt, um 1860

In den Anfangsjahren des sächsischen Bahnpostverkehrs wurden die bereits abgefertigten Postsendungen in gewöhnlichen Eisenbahnwagen transportiert und von einem Postbeamten begleitet. Überlegungen, Postkutschen auf Eisenbahn-Plattformwagen zu verladen und damit einen schnelleren Transport zu gewährleisten, erwiesen sich als nicht realisierbar. Erst um 1850 reifte die Idee, an fahrplanmäßige Züge eigens für den Zweck des Posttransports gestaltete Wagen anzuhängen, in denen der Postdienst während der Fahrt verrichtet werden sollte. 1851 kamen die ersten Bahnpostwagen auf der Strecke Leipzig–Hof zum Einsatz. Bis 1867 ließ die Königlich Sächsische Post 25 Bahnpostwagen anfertigen, die einen besonders ruhigen Lauf, gute Lüftung, Federung und Beleuchtung auch im Standbetrieb besaßen.

## Erfordernis, Planung und Bau (1905–1912)

Späterer Standort des Postbahnhofs (Bildmitte), um 1890

Zu Beginn des 20. Jahrhunderts zeigte sich, dass die alten Leipziger Bahnpostanlagen dem stetig steigenden Postverkehr immer weniger gewachsen waren. Deshalb wurde die Errichtung eines neuen, zentralen Postbahnhofs und Bahnpostamts in der Nähe der bei Leipzig gelegenen Landgemeinde Schönefeld beschlossen.
Als Standort wurde ein Gebiet nördlich der Bahnstrecke Leipzig–Dresden auf der südlichen Schönefelder Flur ausgewählt, auf dem sich Felder und Wiesen sowie das bis 1906 in Schmalbruchs Teich betriebene „Bad Rohrteich“ befanden, das seit 1895 ein beliebtes Freibade- und Erholungszentrum war. Benannt war es nach dem ehemaligen Rohrteich am Rande der einstigen Schönefelder Torfgrube, der dem Wässern der Holzrohre für die Wasserleitungen diente. Als Gondelteich und Eisbahn wurde er sogar von kleinen Dampfschiffen befahren.
Der Teich wurde verfüllt und die Felder und Wiesen auf insgesamt 58 000 m² überformt. Die Baukosten beliefen sich einschließlich des Grundstückserwerbs auf fünf Millionen Mark.

## Inbetriebnahme bis Stilllegung (1912–1994)

Postbahnhof Leipzig, 1915

Am 1. Februar 1912, fast drei Jahre vor Gesamtinbetriebnahme des Leipziger Hauptbahnhofs, konnte der Leipziger Postbahnhof in Betrieb genommen werden. Das Hauptgebäude ist 200 m lang; die überdachte Fläche der ganzen Anlage umfasst 16 000 m². Die achtschiffige Halle des als Kopfbahnhof ausgestalteten Objekts überspannte 29 Gleise mit 16 Bahnsteigen. In ihr fanden bis zu 90 Bahnpostwagen Platz, was sie zur größten Bahnpostanlage ihrer Zeit machte. Für die Anlegung des kammförmig aufgefächerten Gleisnetzes mussten umfangreiche Geländeaufschüttungen erfolgen. Für den Postbahnhof wurden zwei Stellwerke gebaut, die nach dem Zweiten Weltkrieg die Bezeichnungen R18 und W19 erhielten. Beide wurden von der zuständigen Eisenbahnverwaltung unterhalten. Das Stellwerk 19 wurde durch Postmitarbeiter besetzt, obwohl es an Zugfahrten durch die Verkehrstunnel beteiligt war. Der Postbahnhof hatte eine eigene Wasser- und Stromversorgung, für die ein mit zwei 120 PS und einem 250 PS Dieselmotor ausgestattetes Motorenkraftwerk errichtet wurde.

Gleisplan des Postbahnhofs Leipzig

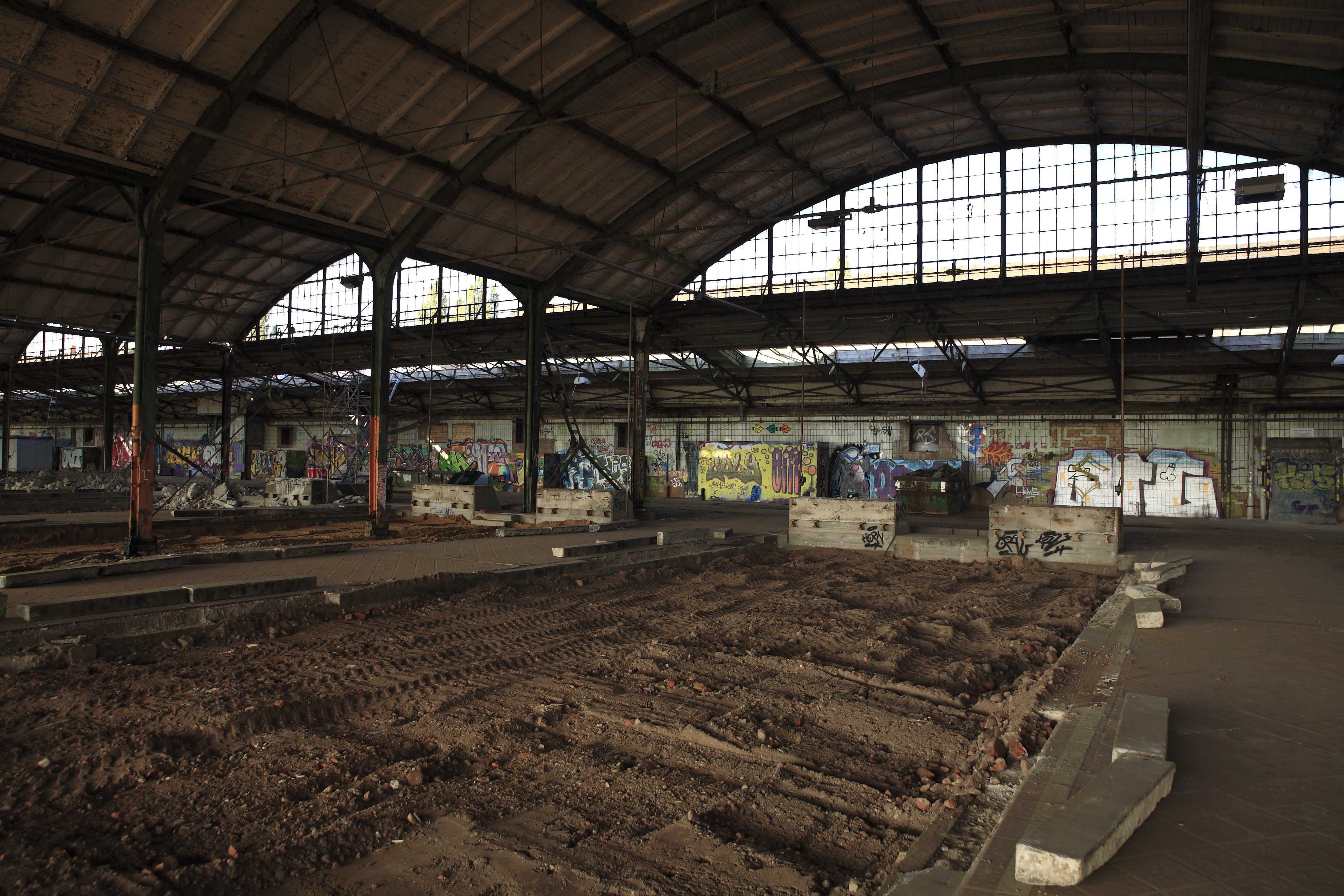
Innenansicht der Halle, September 2015

Im Jahre 1913 wurden im Postbahnhof Leipzig 10,4 Millionen abgehende und 4,8 Millionen ankommende Pakete umgeschlagen. Hinzu kamen noch 36 Millionen Stück im Durchgangsverkehr. Die Überführung der Bahnpostwagen erfolgte durch die Rangierlokomotiven des Hauptbahnhofs, teilweise auch durch die Zuglokomotiven. Um auch Wagen von und zur preußischen Westseite des Hauptbahnhofes bringen zu können, ohne nahezu alle Hauptgleise kreuzen zu müssen, veranlasste die Postverwaltung den Bau der Verkehrstunnel I und II. 1929 verkehrten Bahnpostwagen planmäßig auf den Strecken Leipzig–Bad Lausick–Geithain–Chemnitz, Leipzig–Bebra–Kassel, Leipzig–Erfurt–Eisenach–Frankfurt am Main, Leipzig–Döbeln–Dresden, Leipzig–Eilenburg, Leipzig–Wurzen–Riesa–Dresden, Leipzig–Gera–Saalfeld–Bamberg und Leipzig–Hof–Marktredwitz.

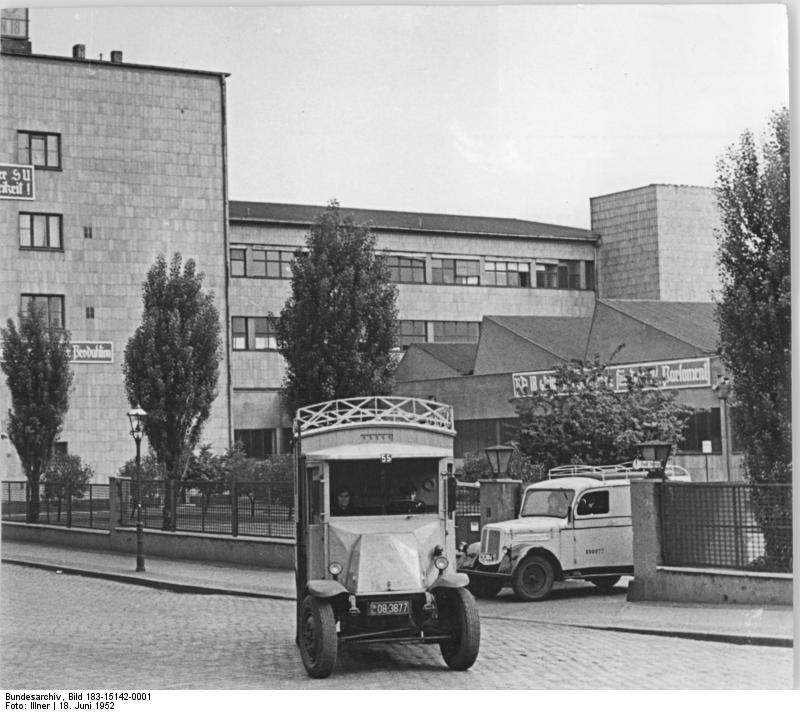
Ein Teil des großen Gebäudekomplexes des Postbahnhofs Leipzig im Jahr 1952.

Im Laufe der Zeit wurde der Postbahnhof ständig baulich erweitert und technisch verbessert. So wurde 1936 an der Rohrteichstraße ein großer Erweiterungsbau fertiggestellt, der den betrieblichen Anforderungen bis zur Schließung 1994 genügen konnte. Der Postbahnhof war in der Rohrteichstraße 6 sowie das Paketzustellamt und die Kraftfahrstelle in der Rohrteichstraße 9.

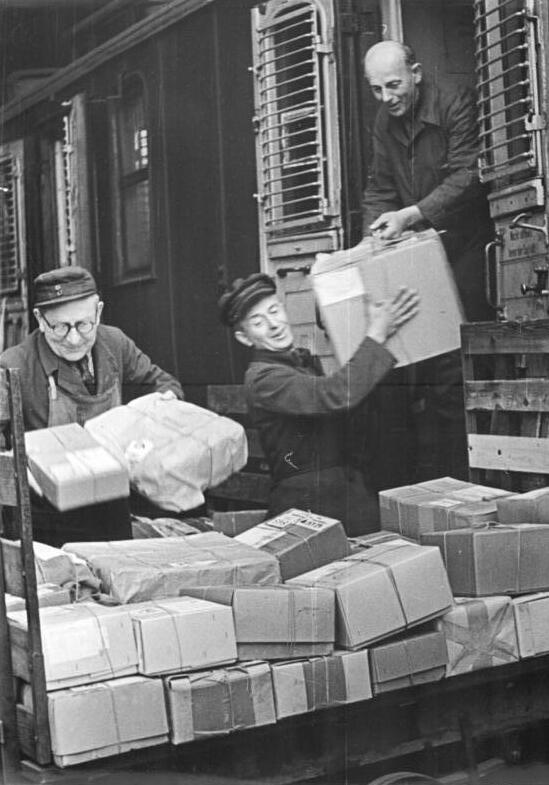
Die Belegschaft des Postbahnhofs Leipzig, des größten Umschlagpostamtes in der DDR, entlädt einen Eisenbahnwagen mit Westpaketen aus Köln (18. Juni 1952).

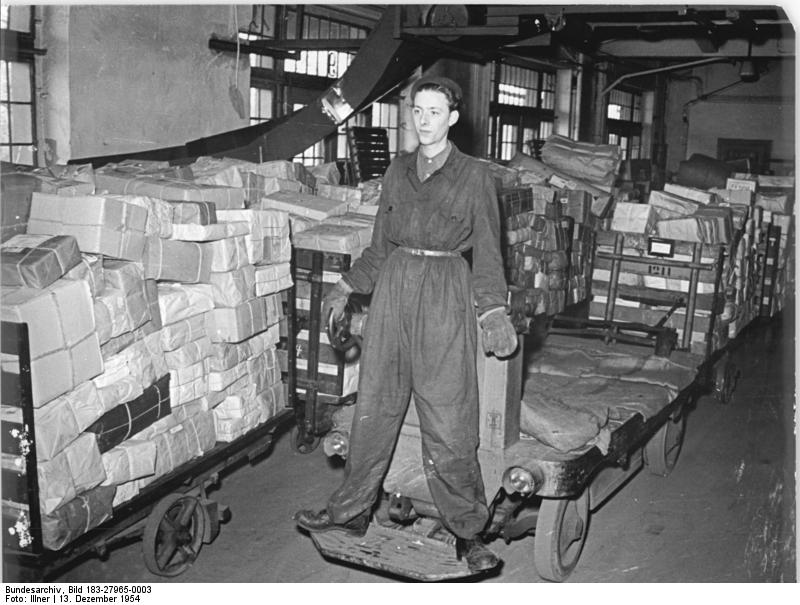
Um die Paketflut an Weihnachten 1954 zu bewältigen, fuhren die Elektrokarren innerhalb des Postamtes mit fünf Anhängern. Der Postbahnhof Leipzig hatte in diesem Jahr mit einem täglichen Umschlag von weit mehr als 100.000 Paketen und über 60.000 Päckchen den bis dahin stärksten Weihnachtspostverkehr der Nachkriegszeit.

Mit der Umwandlung der Deutschen Bundespost in die Deutsche Post AG stellte diese die Bahnpost im gesamten Bundesgebiet ein und verlagerte die Posttransporte auf die Straße und in die Luft. Teile der dem Bahnpostamt Leipzig übertragenen Aufgaben werden seither vom Güterverkehrszentrum Radefeld übernommen.

### Amtliche Bezeichnungen
Als Postdienststelle der Deutschen Reichspost trug der Postbahnhof Leipzig ab 1. Mai 1926 die amtliche Bezeichnung Leipzig N 18, wobei der Buchstabe N als Abkürzung für Nord stand. Später entfiel der Buchstabe, da bereits die Nummer zur Bestimmung ausreichte. So lautete die Bezeichnung vereinfacht Leipzig 18, bis die Deutsche Post der DDR diese ab 1. Januar 1965 in 7018 Leipzig änderte. Die Ziffer wurde dabei aus der Postleitzahl 70 für Leipzig und der bisherigen Nummer des Postamtes gebildet. Nach der Wende 1989 bzw. deutschen Wiedervereinigung 1990 erhielt die Postdienststelle von der Deutschen Bundespost die Bezeichnung O–7018. Der Buchstabe O für Ost wurde vorangestellt, um die vierstelligen Postleitzahlen der ehemaligen DDR von denen der BRD unterscheiden zu können. Diese Bezeichnung behielt der Postbahnhof Leipzig bis zur Einführung der fünfstelligen Postleitzahlen am 1. Juli 1993.

## Gegenwart
Die unter Denkmalschutz stehenden Anlagen des Leipziger Postbahnhofs stehen seit der Stilllegung leer. Das Postbahnhofgelände befand sich ab 2014 im Eigentum der CG Gruppe. Die Pläne sahen vor, dass ein Fußballstadion für 3000 Besucher für Inter Leipzig entstehen soll und die bisherigen Trainingsanlagen instand gesetzt werden. Außerdem sollten Hallen für Produktion und Lagerung entstehen. 2024 gehört ein Teil des nun Mariannen-Campus genannten Postbahnhofgeländes der CG Mariannen-Campus Nord GmbH & Co. KG mit Sitz in Leipzig. Dieses Unternehmen gehört zur Unternehmensgruppe des Immobilienunternehmers Christoph Gröner und stellte Anfang November 2024 einen Insolvenzantrag.